# Gertrud Klühs
Gertrud Klühs (* 28. Oktober 1893 in Magdeburg; † 4. April 1976 in Berlin), geborene Thape, war eine deutsche Politikerin (SPD).
Gertrud Thape trat 1908 der Sozialistischen Arbeiter-Jugend (SAJ) und der SPD bei. Sie arbeitete in Magdeburg als Jugendleiterin der SAJ und als Bibliothekarin im Allgemeinen Deutschen Gewerkschaftsbund (ADGB). 1918 heiratete sie den Journalisten Franz Klühs und zog mit ihm nach Berlin, da er stellvertretender Chefredakteur des „Vorwärts“ wurde. 1924 wurde Gertrud Klühs in die Bezirksversammlung im Bezirk Tempelhof gewählt.
Nach der „Machtergreifung“ der Nationalsozialisten 1933 gründete sie mit ihrem Ehemann die Leihbücherei „Bücherstube Gertrud Klühs“. Im selben Jahr wurde Franz Klühs erst verhaftet und später verurteilt. An den Spätfolgen seiner Misshandlungen starb er 1938. Gertrud Klühs versuchte, die Verbindung mit Max Westphal und den anderen illegalen Sozialdemokraten aufrechtzuerhalten. Sie wurde 1937 kaufmännische Angestellte bei der Deutschen Gesellschaft für chemisches Apparatewesen (Dechema) in Frankfurt am Main. 1939 wurde sie wegen „Vorbereitung zum Hochverrat“ verhaftet und später vom Berliner Kammergericht aus Mangel an Beweisen freigesprochen. Bis zum Ende des Zweiten Weltkriegs arbeitete sie in Bad Pyrmont und im sächsischen Mügeln.
Nach dem Krieg kehrte Kühls nach Berlin zurück. Bei der ersten Berliner Wahl 1946 wurde sie in die Stadtverordnetenversammlung von Groß-Berlin und in die Bezirksverordnetenversammlung Tempelhof gewählt. Sie wurde Mitbegründerin der Arbeiterwohlfahrt (AWO) Berlin. Bis 1966 war sie Bürgerdeputierte im Bezirk Tempelhof.